# Puente de Niquitao
El Viaducto Agrícola Batalla de Niquitao o Puente de Niquitao es un puente construido con el objetivo de unir los caminos del poblado de Niquitao y de la Ciudad de Boconó con los pueblos de Tuñame y Las Mesitas en Venezuela. Fue construido en mayo de 1991.
El puente se encuentra sobre La Quebrada El Molino un lugar donde se práctica bungee y se entrenan las fuerzas de búsqueda y rescate de Protección Civil y Administración de Desastres (Venezuela) en rápel, además tiene una gran importancia turística, cultural e histórica para los habitantes del municipio.